# Gnathopleustes pugettensis
Gnathopleustes pugettensis är en kräftdjursart som först beskrevs av James Dwight Dana 1853.  Gnathopleustes pugettensis ingår i släktet Gnathopleustes och familjen Pleustidae. Inga underarter finns listade i Catalogue of Life.